# El cuerpo del deseo
El cuerpo del deseo è una telenovela statunitense trasmessa su Telemundo dal 18 luglio 2005 al 17 febbraio 2006. È un remake della telenovela colombiana del 1992 En cuerpo ajeno.